# Krämers Haus

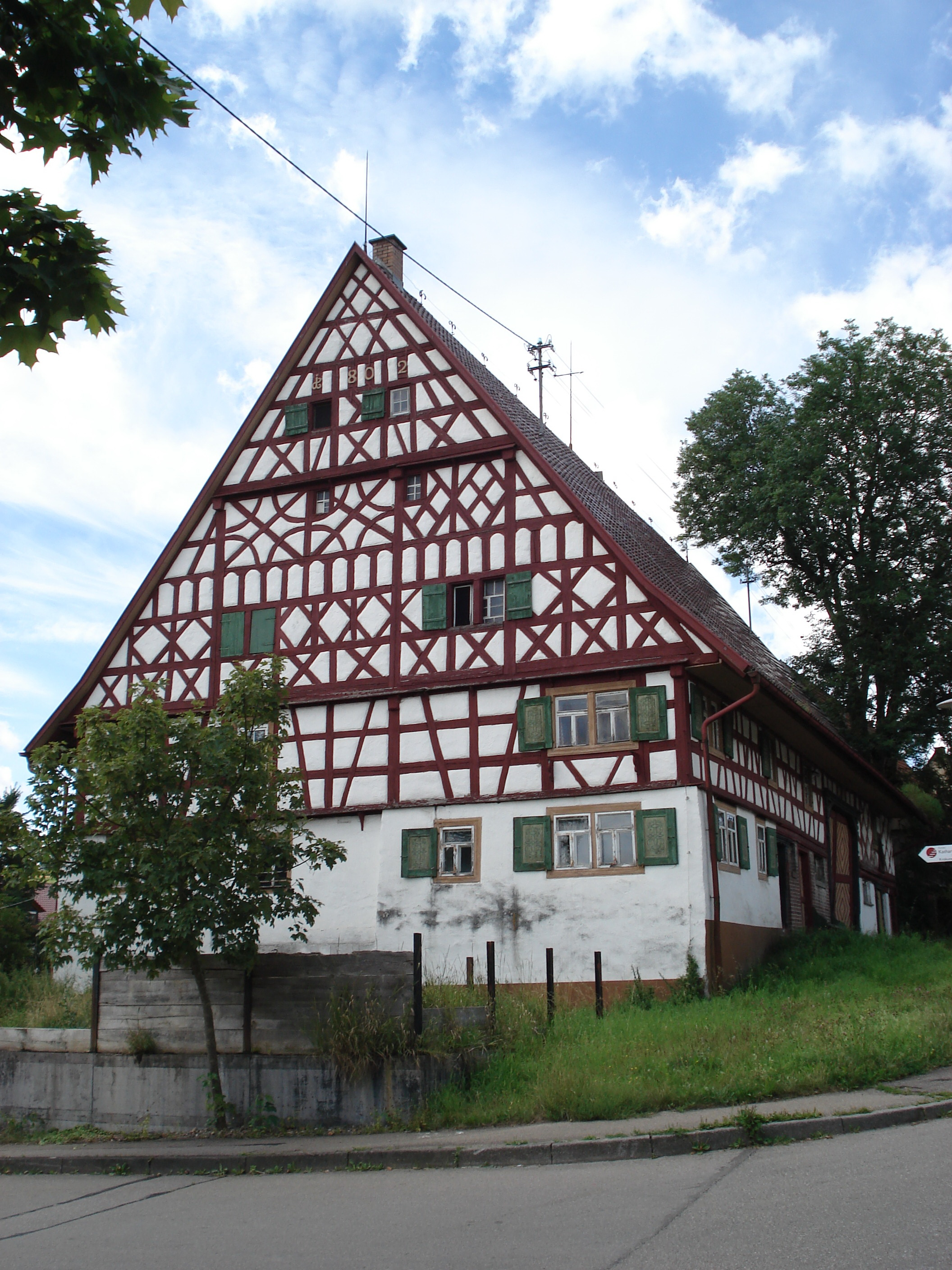
Krämers Haus in Flözlingen, Giebelseite zum Krokusweg (2012)

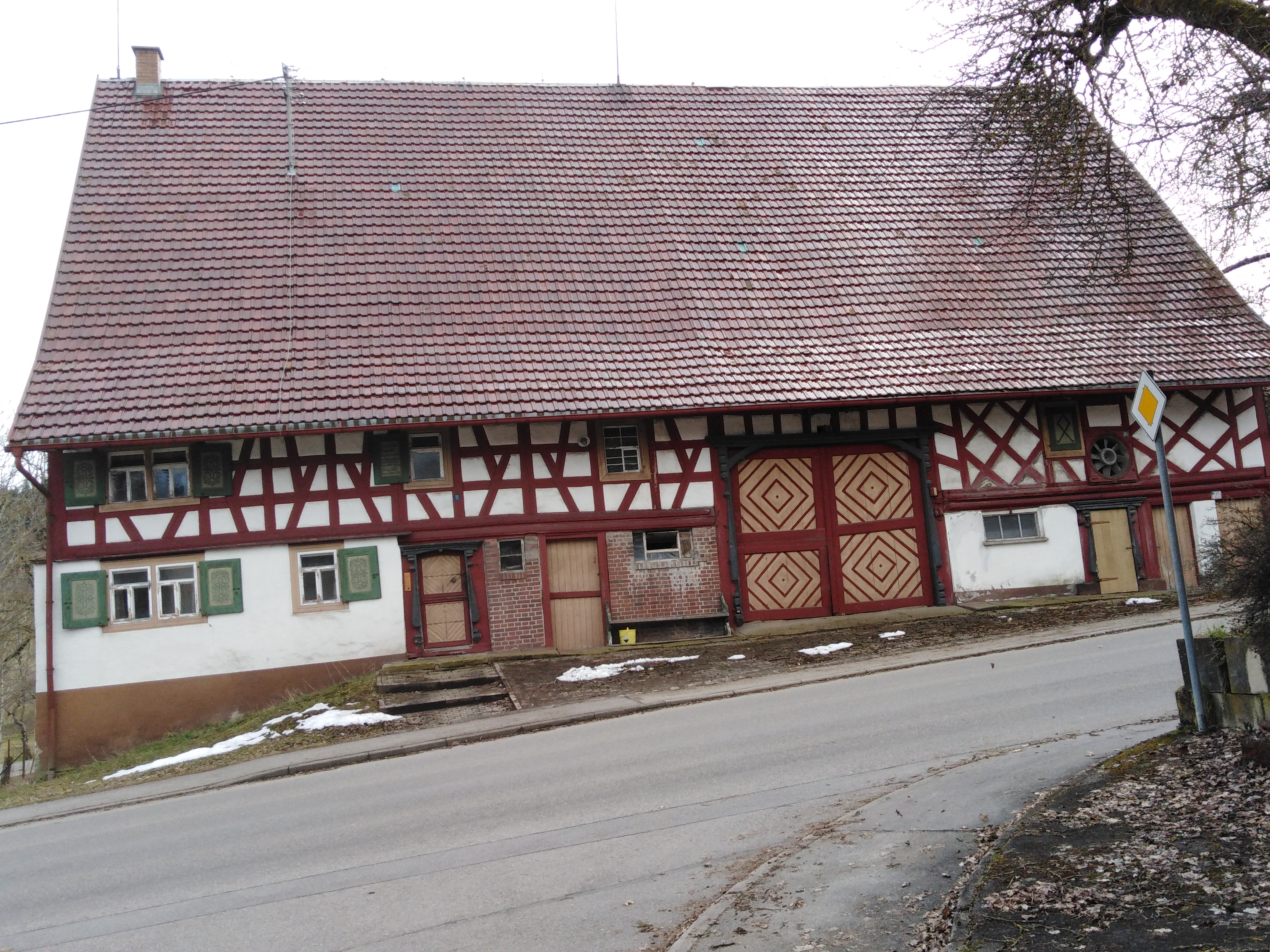
Traufseite zur Bergstraße (2020)

Krämers Haus, auch Storzhof genannt, ist ein Kulturdenkmal im Ortsteil Flözlingen der baden-württembergischen Gemeinde Zimmern ob Rottweil. Es steht oberhalb der Kirche an der Bergstraße (Nr. 11).
Das stattliche, zweigeschossige, traufständige Fachwerkhaus wurde im Jahr 1802 errichtet. Es handelt sich um ein Quereinhaus mit Satteldach, massivem Sockel und Untergeschoss und reichem Zierfachwerk in Obergeschoss und Giebel. Sogar der Ökonomieteil ist mit Zierfachwerk ausgestattet. Das Gebäude vereint Merkmale des quergeteilten Einhauses mit denen des Schwarzwald-Hauses, wobei das Zierfachwerk auch Bezüge zum Bodenseeraum aufweist. Bemerkenswert sind auch geschnitzte Pilaster in den Tür- und Torrahmen sowie bemalte Fensterläden an der Traufseite. Auch die Innenausstattung mit Wandvertäfelungen und Wandschränken ist qualitätvoll und aufwändig gestaltet.
Zum Haus gehört auch ein 1913 errichtetes Backhaus.
Im Jahr 2024 wurde nach langjähriger Verwahrlosung mit einer umfassenden Sanierung begonnen.